# Зырянов, Олег Васильевич
Олег Васильевич Зырянов (род. 12 июня 1966, д. Курманка, Свердловская область) — российский литературовед, доктор филологических наук, профессор, заведующий кафедрой русской литературы филологического факультета Уральского государственного университета им. А. М. Горького, поэт .

## Биография
Специалист в области истории классической русской литературы, стиховедения, теории жанра. Тема кандидатской диссертации — «Роль новеллизации в развитии русской интимной лирики 1820—1860-х годов» (1992); докторская диссертация в виде опубликованной научной монографии «Эволюция жанрового сознания русской лирики: феноменологический аспект» (2004).
Преподает на Высших миссионерских курсах при Ново-Тихвинском женском монастыре, в Специализированном учебно-научном центре УрГУ.[уточнить]
Автор свыше 90 научных и учебно-методических работ.

## Основные публикации
- Эволюция жанрового сознания русской лирики: феноменологический аспект. Екатеринбург, 2004.
- Русская интимная лирика 19 в.: проблемы жанровой эволюции: учеб. пособие. Екатеринбург, 1999.
- Феномен «Шинели» Н. В. Гоголя в свете философского миросозерцания писателя: Коллективная монография. Екатеринбург, 2002. — Сост., науч. редакт. (в соавт.).